# 폴스처치

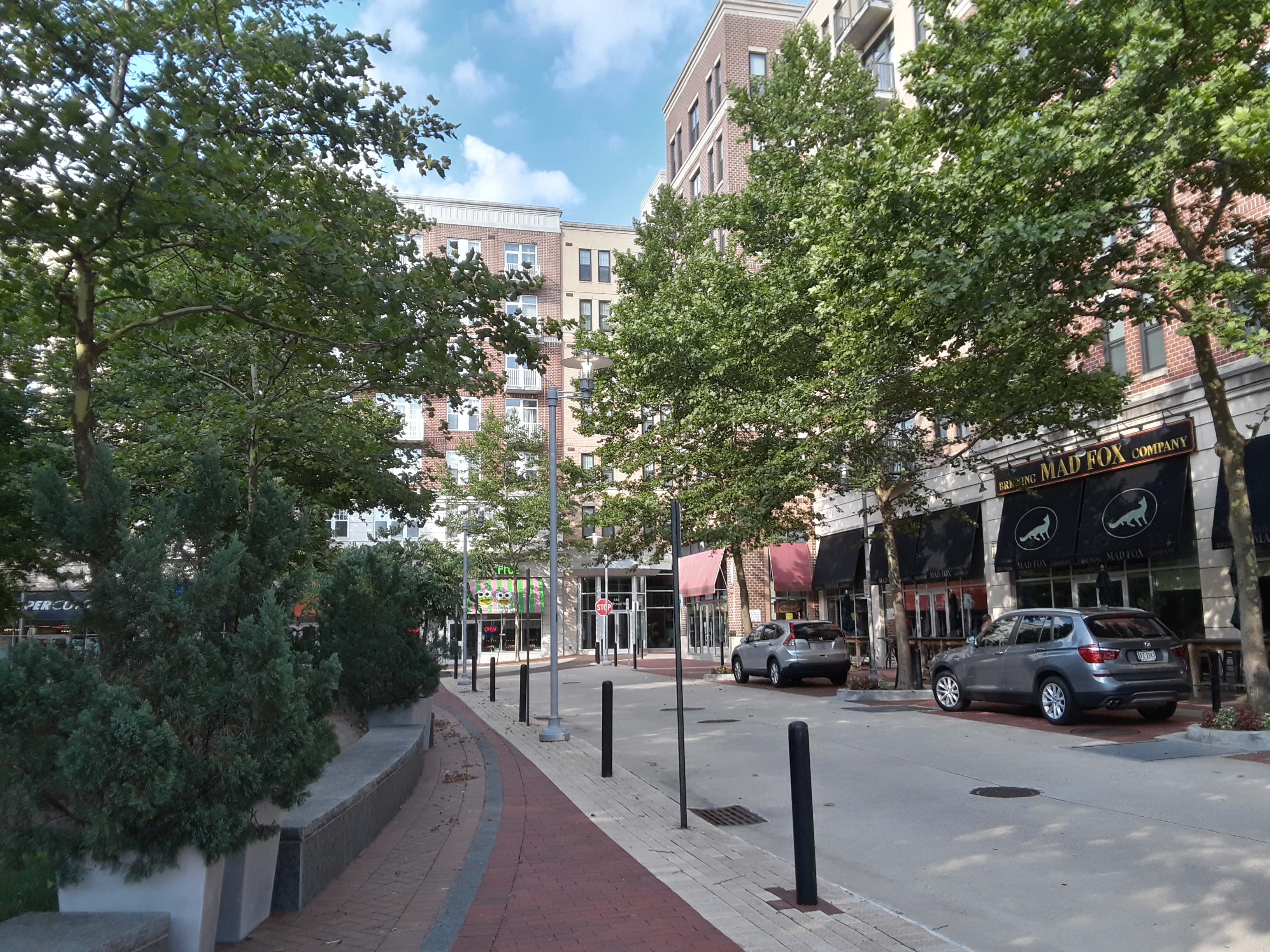

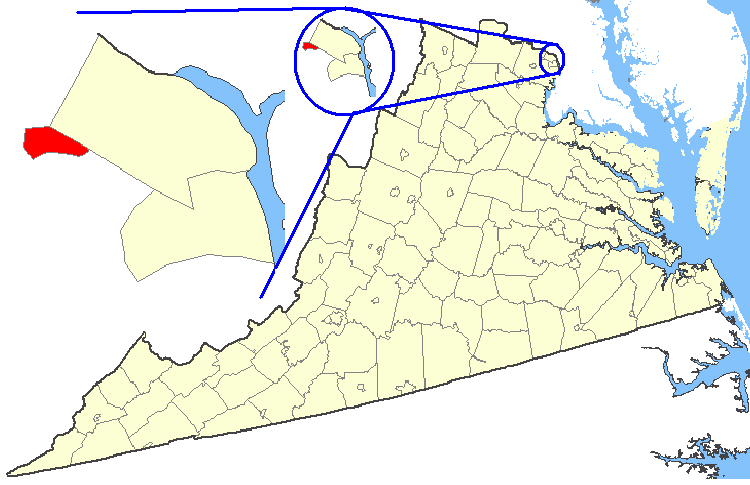

폴스처치(Falls Church)는 버지니아주 커먼웰스의 독립시이다. 2010년 미국 인구 조사에 따르면 이 지역의 인구 수는 총 12,232명이다. 2019년 인구 수 추정치는 14,617명이다. 폴스처치는 워싱턴 메트로폴리턴 에어리어에 속한다.

## 인구
| 인구조사                                            | 인구   | Note  | %±     |
| --------------------------------------------------- | ------ | ----- | ------ |
| 1880년                                              | 660    |       | —      |
| 1890년                                              | 792    |       | 20.0%  |
| 1900년                                              | 1,007  |       | 27.1%  |
| 1910년                                              | 1,128  |       | 12.0%  |
| 1920년                                              | 1,659  |       | 47.1%  |
| 1930년                                              | 2,019  |       | 21.7%  |
| 1940년                                              | 2,576  |       | 27.6%  |
| 1950년                                              | 7,535  |       | 192.5% |
| 1960년                                              | 10,192 |       | 35.3%  |
| 1970년                                              | 10,772 |       | 5.7%   |
| 1980년                                              | 9,515  |       | −11.7% |
| 1990년                                              | 9,578  |       | 0.7%   |
| 2000년                                              | 10,377 |       | 8.3%   |
| 2010년                                              | 12,332 |       | 18.8%  |
| 2019 (추산)                                         | 14,617 | [ 4 ] | 18.5%  |
| U.S. Decennial Census 1790–1960 1900–1990 1990–2000 |        |       |        |

## 저명한 출신 인물
- 루이자 크로즈: 여배우
- 낸시 카이스: 여배우
- 타린 매닝: 여배우
- 에릭 슈미트: 구글의 전 CEO
- 제임스 서버: 저자